# Protestantse kerk van Michelfeld
De Protestantse kerk (Duits: Evangelische Kirche) is een kerkgebouw in Michelfeld, een Ortsteil van de gemeente Angelbachtal in het Rhein-Neckar-Kreis (Baden-Württemberg).
De kerk werd vanaf 1767 gebouwd en is een beschermd monument.

## Geschiedenis en beschrijving

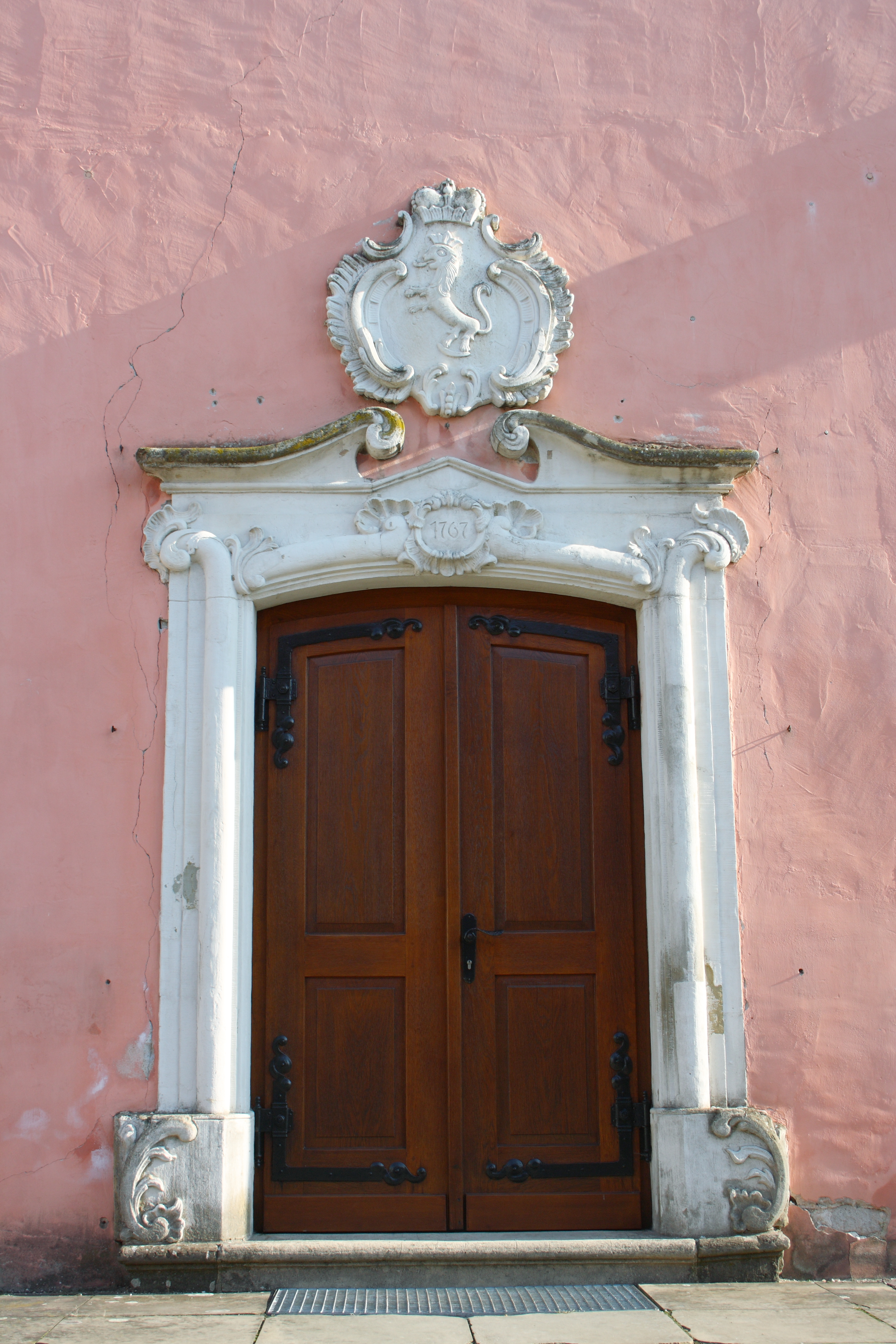
Portaal

De protestantse kerk aan de Obere Kirchgasse werd vanaf 1767 als opvolger van een bouwvallig geworden voorganger in barokke stijl gebouwd. Aan het portaal, met de datum 1767, bevindt zich het Hessische wapen en aan de toren het wapen van de heren Von Gemmingen, die de plicht hadden de toren te bouwen.
De kansel, het orgel en de beelden van de twaalf apostelen stammen uit de 18e eeuw.

## Orgel
Het orgel werd in 1972 door de orgelbouwer Muhleisen gebouwd. De orgelkas stamt nog van een orgel van de orgelbouwer Dickel uit het jaar 1788. Het sleepladen-instrument bezit 23 registers verdeeld over twee manualen en pedaal. De speeltracturen zijn mechanisch, de registertracturen elektrisch.